# Vester Lisbjerg Herred

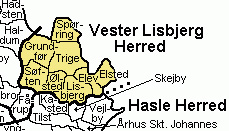
Vester Lisbjerg Herred

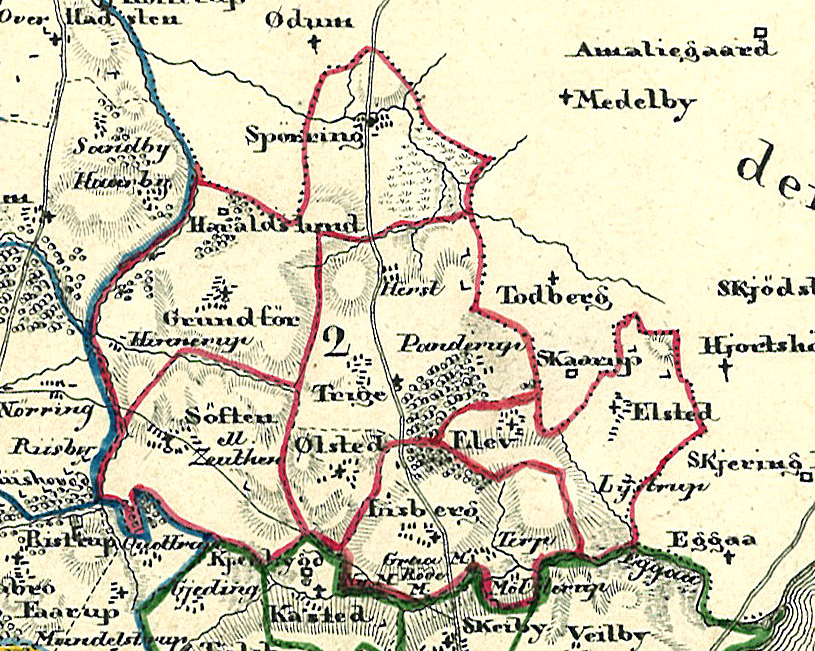
Vester Lisbjerg Herred in 1826 (latere parochies ingetekend)

Vester Lisbjerg Herred was een herred in het voormalige Århus Amt. Het was de kleinste herred binnen het amt, gelegen aan de noordkant van de stad Aarhus. Het gebied ging bij de bestuurlijke reorganisatie van Denemarken in 1970 over naar de nieuwe provincie Aarhus.

## Parochies
Vester Lisbjerg was oorspronkelijk verdeeld in acht parochies. Lystrup is daar later bij gekomen.
- Elev
- Elsted
- Grundfør
- Lisbjerg
- Lystrup
- Spørring
- Søften
- Trige
- Ølsted